# 切圖馬爾灣
18°20′0″N 88°5′0″W / 18.33333°N 88.08333°W

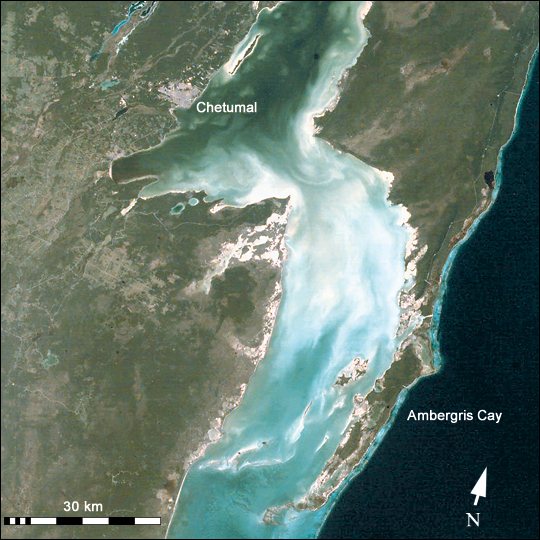

切圖馬爾灣是中美洲的海灣，位於伯利茲北部和墨西哥東部尤卡坦半島以南，屬於加勒比海的一部分，該海灣是海牛的棲息地。